# Kamiichi
Kamiichi (上市町, Kamiichi-machi) est un bourg du district de Nakaniikawa, dans la préfecture de Toyama, au Japon.

## Géographie

### Situation
Kamiichi se trouve dans l'est de la préfecture de Toyama, au pied du mont Tsurugi.

### Démographie
Au 1er février 2014, la population de Kamiichi s'élevait à 21 237 habitants répartis sur une superficie de 236,77 km2.

## Histoire
Le bourg de Kamiichi a été créé le 1er avril 1889.

## Transports
Kamiichi est desservi par la ligne principale Toyama Chihō Railway.

## Personnalité liée à la ville
- Mamoru Hosoda (né en 1967), réalisateur